# Santiago Rivas Camacho
Santiago Rivas Camacho (Tibitó, Tocancipá, 13 de mayo de 1895-Bogotá, 12 de enero de 1978) fue un político y empresario colombiano.
Como empresario se destacó como gerente de la Empresa Molinera de Tundama y ejecutivo del Banco de Bogotá.
Adscrito al Partido Liberal, fue Secretario de Hacienda de Boyacá durante la administración de Marco Aurelio Aulí y gobernador de Boyacá en dos mandatos: el primero entre 1934 y 1935, y luego entre 1944 y 1945. Más adelante se desempeñó como Ministro de Economía Nacional entre 1942 y 1943, durante el gobierno de Alfonso López Pumarejo.